# 吲哚-3-乙醛
吲哚-3-乙醛（英语：Indole-3-acetaldehyde）属于吲哚类有机化合物。这些是含有吲哚部分的化合物，吲哚部分由与苯稠合的吡咯环组成，形成2,3-苯并吡咯。
吲哚-3-乙醛是以下酶的底物：视网膜特异性铜胺氧化酶、醛脱氢酶X（线粒体）、胺氧化酶B、阿米洛利敏感性胺氧化酶、醛脱氢酶（线粒体）、脂肪醛脱氢酶、4-三甲氨基丁醛脱氢酶、醛脱氢酶 (NAD+)、醛脱氢酶家族7成员A1、胺氧化酶A、醛脱氢酶家族3成员A1和膜铜胺氧化酶。